# 라노타
라노타(Lanota)는 녹시 게임스가 개발하고 배급한 인디 리듬 게임이다. iOS 버전과 안드로이드 버전이 모두 앱스토어와 구글 플레이에서 전 세계적으로 각각 2016년 7월 13일에 출시되었다. iOS에서 이 게임은 초기 구매가 필수적이지만 안드로이드 버전은 챕터 3까지는 부분 유료화로 진행되며 광고가 섞여있다. 2018년 4월 13일, 플라이하이 웍스를 통해 라노타의 스위치 이식의 개발이 진행 중이라고 발표되었다. 이 이식판은 2018년 6월 전 세계적으로 출시되었다.
라노타는 사진책 스타일의 이야기, 지도 탐험, 주요 리듬 게임의 게임플레이를 따라 수집하는 아이템이 포함되어 있다. 플레이어는 스토리를 진행시키고 더 많은 노래의 잠금을 해제하기 위해 노래를 완수해야 한다.